# Estación Montufar
La Estación Montufar es una estación del servicio de Transmetro que opera en la ciudad de Guatemala. Está ubicada sobre la 6.ª avenida entre la 13 calle y la Calle Montufar de la zona 9. Es parte de la línea 13 del Transmetro.